# 坂口電熱

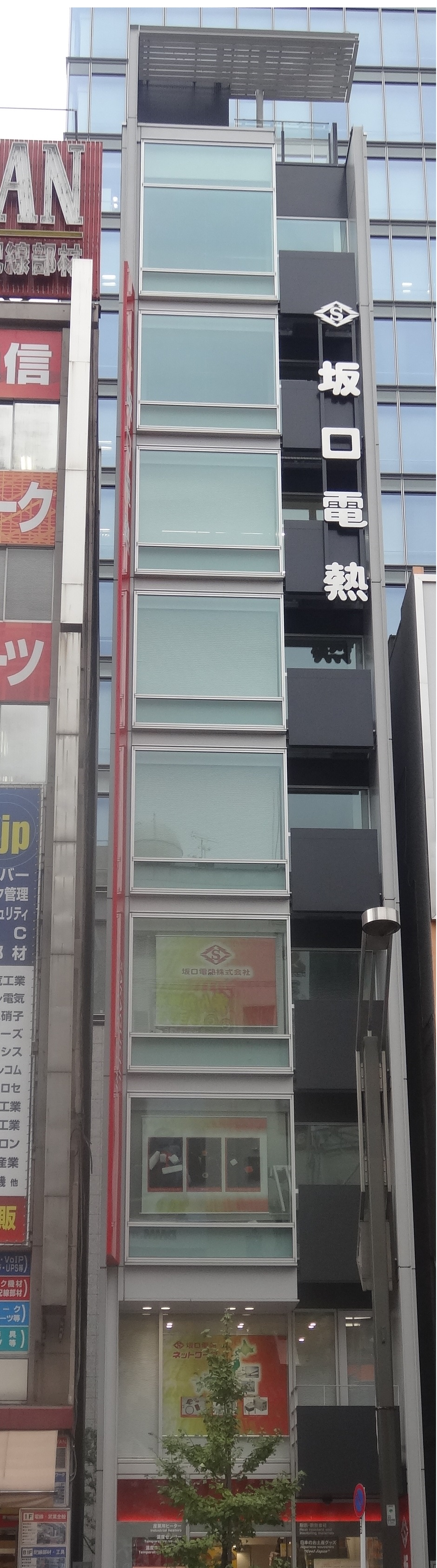
新社屋

坂口電熱株式会社（さかぐちでんねつ、英文名称: SAKAGUCHI E.H VOC CORP.）は、電熱技術を核とした真空・バイオ・光学・化学分野の製品開発と電熱機器の製造・販売を行う老舗企業である。

## 概要
1923年（大正12年）、坂口太一が工業用電気アイロンの特許を取得し創業。秋葉原の販売店（秋葉原SHOP）でヒーターとそれに関する部品の店頭販売を顧客へ行っており、製品のラインアップは5,000点にのぼる。
精密な温度制御により半導体製造装置の加熱工程用ヒーターにおいて国内シェア3割を握る。またH-2Aロケットやスペースシャトル、スーパーカミオカンデやBファクトリー等の先端産業分野にも納入実績がある。

## 沿革
- 1923年（大正12年） - 創業者・坂口太一が工業用電気アイロンの特許を取得し、東京浅草児島町にて製造・販売開始。

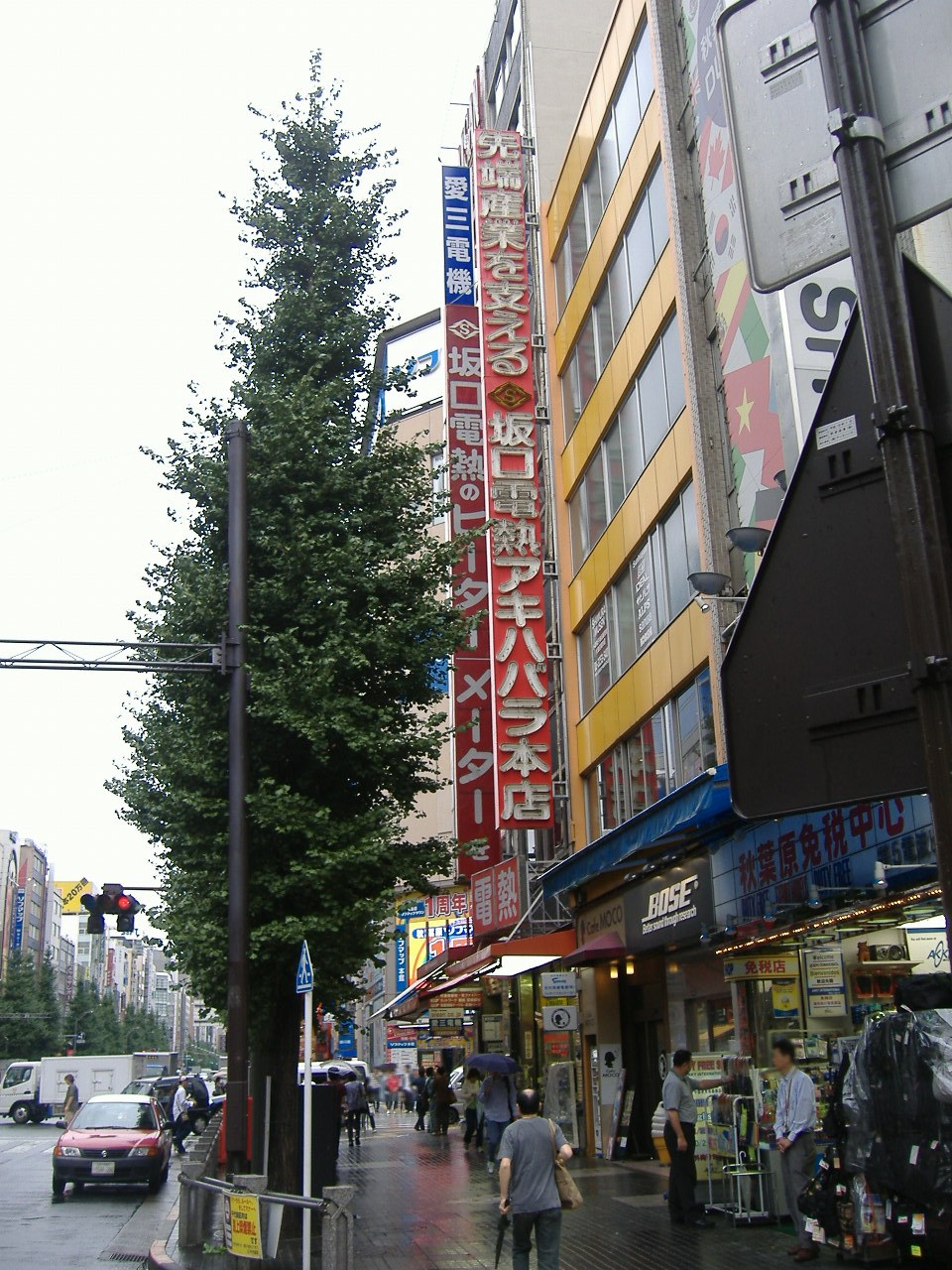
坂口電熱旧本社

- 1937年（昭和12年） - 合資会社坂口電熱製作所として法人化。
- 1948年（昭和23年） - 株式会社坂口電熱器商会として株式会社化。
- 1958年（昭和33年） - 現在の本社所在地である秋葉原に移転。
- 1965年（昭和40年） - 防衛庁Ａ級指名入札業者に指名される。
- 1969年（昭和44年） - 坂口電熱株式会社に社名変更。
- 1970年（昭和45年）- 有限会社坂口ヒーター製作所設立。
- 1973年（昭和48年） - 日本原子力研究所にブローダウン伝熱流動テスト用ヒーターを納入。
- 1974年（昭和49年） - 動力炉核燃料開発事業団に配管構造物挫掘テストヒーター、六フッ化ウラン再処理ライン用ヒーターを納入。
- 1978年（昭和53年） - 通商産業省工業技術院機械研究所へ高温（1000℃）気体伝熱試験ヒーターを納入。
- 1982年（昭和57年） - スペースシャトル内実験用熱処理用ヒーターを納入。人工透析ヒーターを開発。
- 1983年（昭和58年） - 文部省高エネルギー物理学研究所トリスタン計画に参加。化学気相成長装置を開発。超大型電算機超高速プリンター用ヒーターを納入。NHK壁掛テレビ開発用不活性ガス純化装置を納入。
- 1984年（昭和59年） - 通商産業省ムーンライト計画に参加タービン翼テスト装置を納入。核燃料貯蔵室岩盤テスト用装置を納入。
- 1985年（昭和60年） - 高エネルギー物理学研究所に超純水加熱装置を納入。SiCファインセラミックコーティングシステムを完成。
- 1986年（昭和61年） - 佐倉R＆Dセンター竣工。
- 1987年（昭和62年） - 日刊工業新聞社より優秀夫人経営者賞を受賞。中国科学院高能研究所へRF-Cavity用純水加熱装置を納入。
- 1988年（昭和63年） - 高エネルギー物理学研究所へ超電導加速空洞用加熱システム及び静電偏向器用ベークヒーターシステムを納入。高純度高温セラミックファイバーヒーターの量産化。
- 1990年（平成2年） - 世界最高温度（当時）薄型フレキシブルヒーターを発表。サテライト用ヒートパイプ試験装置を納入。高エネルギー物理学研究所へ日本最大CPチャンバー用ホットプレート納入。1200度大型熱風発生装置を納入。
- 1991年（平成3年） - 超高温1100℃で使用可能なシーズヒーター販売開始。千葉県八街市に物流の拠点サミコンセンター竣工。
- 1992年（平成4年） - スーパーカミオカンデ実験装置光電子増倍管のシュリンク装置を納入。坂口電熱グループを合併（坂口ヒーター製作所・エービーシー・レイタク）。
- 1993年（平成5年） - スーパーフレキシブルヒーター「サミコン-U」を発表。
- 1994年（平成6年） - 航空宇宙技術研究所に超音速機推進システム用空気加熱装置を導入。ポストフロン用全自動洗浄乾燥装置を発表。
- 1995年（平成7年） - SUPERSiC記者発表。
- 1996年（平成8年） - 光ファイバー通信基地用ヒーターを納入。
- 1997年（平成9年） - 高エネルギー物理学研究所のBファクトリー計画に参加。ガスラインヒーティングシステム記者発表。
- 1998年（平成10年）- 日本版スペースシャトル用模擬実験装置を納入。
- 1999年（平成11年） - 働きやすい職場賞を受賞。生産分門を分社化。
- 2000年（平成12年） - 本社機能ビル竣工（墨田区江東橋）。
- 2001年（平成13年） - H-2Aロケットに軌道制御用燃料加熱ヒーターを納入。ダイオキシン類熱分解装置用ヒーティングドラムヒーターを納入。
- 2002年（平成14年） - カミオカンデ実験装置 光増倍管シュリンク部門で参加。ISO14001取得。大型電気炉導入。大型ゴミ処理熱分解装置納入。
- 2003年（平成15年） - MHD発電システムを納入。液晶ガラス基板用多段式硬化炉を納入。
- 2004年（平成16年） - H-2Aロケットに軌道制御用燃料加熱ヒーターを納入。 国連グローバル・コンパクト、グローバル・コンパクト　ニューヨークサミットに参加。渋沢栄一賞を受賞。
- 2005年（平成17年） -  2連式レンズ成形溶解炉を納入。
- 2006年（平成18年） - レーザー平面瞬間加熱装置「ExLASER」記者発表。大型フッ素系ガス加熱装置を納入。
- 2007年（平成19年） - 超大型乾式負荷試験装置を納入。レーザー平面加熱装置納入。バイオエタノール用ヒーターユニットを納入。
- 2009年（平成21年） - 東京商工会議所主催、第7回『勇気ある経営大賞』大賞受賞。
- 2011年（平成23年） - 本社屋建て替えに伴い、本社・秋葉原本店を移転。
- 2013年（平成25年） - 本社新社屋完成。秋葉原本店を移転。

## 代理店
坂口電熱の代理店で上場している会社としては、因幡電機産業、明治電機工業、杉本商事、スズデン、鳥羽洋行、内外テック等がある。